# Martíres do Elicura
Os Martíres do Elicura foram os missionários jesuítas: Martín de Aranda Valdívia, Horácio Vecchi e Diego de Montalbán; e os caciques mapuches: Utablame, Tereulipe, Coñuerpanque, Caniumanque e Calbuñamcu, que foram mortos em um ataque, liderado pelo cacique mapuche Anganamón, ao Forte de Paicaví, no dia 14 de dezembro de 1612.
O incidente ocorreu poucos dias após um acordo de paz, celebrado no dia 8 de dezembro entre o jesuíta Luís de Valdívia e o cacique Utablame, que previa a retirada das tropas espanholas do Forte de Paicaví.
Entretanto, logo após o acordo, Anganamón foi informado de que três de suas mulheres teriam se refugiado no Forte de Paicaví, razão pela qual exigiu a restituição. Como a restituição foi negada, Anganamón decidiu atacar o forte   .